# Annalisa Coltorti
Annalisa Coltorti (Jesi, 16 febbraio 1963) è un'ex schermitrice italiana, specializzata nella spada. Ha vinto una medaglia d'argento e due di bronzo ai Campionati mondiali di scherma, preparatrice atletica del Club Scherma Jesi e della Nazionale italiana di fioretto.